# Spodnja Kanomlja
Spodnja Kanomlja je naselje v Občini Idrija.